# M’pozo
Der M’pozo (Swahili: Mto M’pozo, französisch: Rivière M’pozo, portugiesisch: Mepozo, auch: Mpozo) ist ein Fluss der in der Provinz Zaire Angolas entspringt und in der Provinz Kongo Central der Demokratischen Republik Kongo linksseitig in den Kongo mündet.

## Verlauf
Der Fluss entspringt im nördlichen Angola und läuft grob in nordwestliche Richtung. Dabei bildet er auf einem Teil seines Verlaufs die Grenze des Staates zur Demokratischen Republik Kongo.
Der Fluss ist besonders für seinen unteren Teil und seine Schlucht bekannt, die von der Matadi-Kinshasa-Bahn genutzt wird und die beim Bau dieser Eisenbahnlinie Ende des 19. Jahrhunderts eine wesentliche Herausforderung darstellte.